# Winchester Model 1897
Il Winchester Model 1897, meglio noto come Model 97, M97, M1897 o trench gun, era un fucile a canna liscia azionato a pompa con cane esterno e caricatore tubolare fisso, sviluppato e prodotto dalla Winchester Repeating Arms Company.
L'arma altro non era che l'evoluzione del precedente M1893 progettato da John Browning. Dal 1897 fino al 1957, oltre un milione di fucili vennero prodotti in America. L'arma era commercializzata in varie lunghezze, tipologie e calibri (12 e 16 Gauge) e poteva presentare un castello fisso o smontabile. Normalmente, i fucili camerati per il 16 Gauge avevano una canna da 711 mm mentre i 12 Gauge da 762 mm. Canne di lunghezze diverse (dai 508 ai 914 mm) potevano essere realizzate su ordinazione. Sin dalla sua messa in commercio, l'arma è stata usata da esercito, polizia e cacciatori.

## Storia
Il Winchester Model 1897 fu ideato dal progettista statunitense John Moses Browning. Il M1897 fu inserito per la prima volta nel catalogo Winchester del novembre 1897 nella versione standard. Tuttavia, una versione takedown in .12 Gauge fu messa in produzione nell'ottobre del 1898, mentre la versione .16 Gauge arrivò nel febbraio 1900. Inizialmente pensato semplicemente come una versione migliorata del M1893 (a sua volta miglioramento del precedente fucile Spencer), il M1897 era pressoché identico al predecessore, eccezion fatta per un castello più stretto e una resistenza maggiore che permettesse l'uso di munizioni a polvere infume (ancora poco comuni all'epoca). Il M1897 fu il primo fucile a introdurre una versione takedown in cui fosse possibile rimuovere la canna, una caratteristica che oggi appare scontata ma che non lo era affatto all'epoca. In breve tempo, il M1897 divenne il fucile a pompa più apprezzato sul mercato americano e stabilì uno standard a cui gli altri produttori avrebbero dovuto adeguarsi. Il fucile rimase in produzione dal 1897 al 1957: proprio in questo lasso di tempo, i fucili hammerless che vediamo oggigiorno divennero molto comuni e il Winchester M1912 cominciò a soppiantare il M1897. Nonostante tutto, l'arma rimane ancora oggi molto diffusa e apprezzata.

### I miglioramenti del M1893
Nel progettare l'arma, molti dei difetti che avevano piagato il precedente M1893 furono corretti (almeno in parte). Questi miglioramenti includevano le seguenti modifiche.
- Il castello fu rinforzato e reso più lungo per accogliere anche i bossoli da 70 mm e 66 mm (.12 Gauge)[4].
- La parte superiore del castello fu coperta, in modo che l'espulsione dei bossoli avvenisse esclusivamente di lato[4]. Questo rinforzò l'arma e permise l'uso dei bossoli da 70 mm senza che l'arma si inceppasse a ogni colpo[6].
- L'azione non poteva essere aperta se non dopo aver fatto scorrere leggermente in avanti la pompa. Dopo aver sparato, il rinculo dell'arma imprimeva una leggera spinta alla pompa, sbloccando di fatto l'arma e permettendo l'apertura immediata dell'otturatore. In assenza di rinculo, invece, la pompa doveva essere spinta avanti manualmente prima di poter aprire l'azione, garantendo quindi una misura di sicurezza aggiuntiva[4][7][8].
- Una guida fu inserita nell'arma per impedire ai colpi di uscire dalla porta di espulsione in caso di inclinamento dell'arma durante il caricamento[4].
- Il calcio fu allungato e ne fu ridotta l'inclinazione[4].

## Descrizione
I due fucili M1897 e M1893 furono progettati entrambi da John Browning. Il M1897 presenta un cane esposto e non possiede un disconnettore nel gruppo di scatto. Questo significa che il tiratore può tenere premuto il grilletto e sparare i colpi in rapida successione semplicemente azionando la pompa avanti e indietro. L'arma è categorizzata come fucile a pompa e fu il primo esemplare di questa categoria a riscuotere un vero successo. Nel lungo periodo di produzione, oltre un milione di pezzi lasciarono le fabbriche nelle varie tipologie e lunghezze. Le canne potevano variare da un minimo di 508 mm a un massimo di 914 mm, mentre il calibro era limitato a .12 e .16 Gauge con bossoli da 66 e 70 mm (dimensioni superiori non erano consigliate). La maggior parte delle varianti potevano ospitare 5 colpi nel caricatore tubulare, ma dimensioni superiori erano comunque possibili. L'azionamento della pompa del fucile spingeva l'otturatore indietro, forzando il riarmo del cane, mentre il movimento in avanti camerava una nuova munizione chiudendo la culatta per il fuoco.
La compagnia cinese Norinco ha prodotto una copia del M1897, in variante Trench e Riot, senza però riuscire a raggiungere la qualità degli esemplari prodotti in America

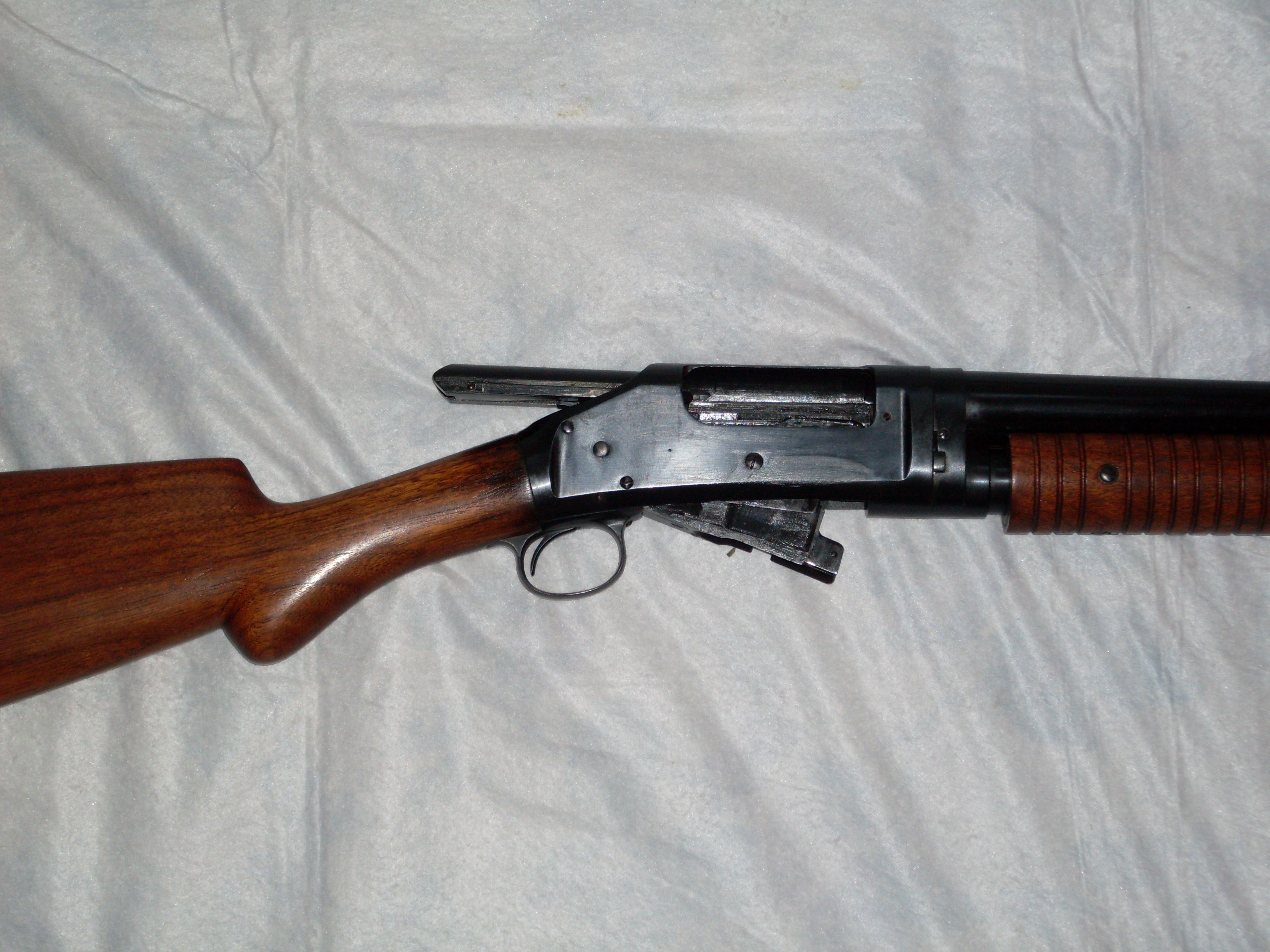
Open action on an 1897 portraying the long slide that projects from the receiver.

### Varianti
Sotto vengono riportate le diverse varianti dell'arma, compresi gli anni di produzione, le lunghezze disponibili per la canna, i calibri possibili e i dettagli della singola variante.
- Standard: disponibile nei calibri 12 e 16 Gauge, con canna da 762 o 711 mm, questa variante prodotta dal 1897 al 1957 presentava un calcio in noce semplice con fondello in metallo per l'appoggio alla spalla.
- Trap: disponibile nei calibri 12 e 16 Gauge, con canna da 762 o 711 mm, questa variante prodotta dal 1897 al 1931, presentava un calcio in noce con zigrinatura per consentire una migliore presa.
- Pigeon: disponibile nei calibri 12 e 16 Gauge, con canna da 711 mm, questa variante prodotta dal 1897 al 1939 era praticamente identica al modello Trap ma era impreziosita da incisioni realizzate a mano sul castello.
- Tournament: disponibile in calibro 12 Gauge, con canna da 762 mm, questa variante prodotta dal 1910 al 1931 presentava un calcio in legno di noce pregiato con castello opacizzato per ridurre potenziali riflessi.
- Brush: disponibile in calibro 12 o 16 Gauge, con canna da 660 mm, questa variante prodotta dal 1897 al 1931 presenta un caricatore più corto, calcio in noce e castello fisso.
- Brush Takedown: analogo al modello Brush, ma con castello smontabile.
- Riot: disponibile in calibro 12 Gauge, con canna da 508 mm, questa variante prodotta dal 1897 si contraddistingue per un calcio standard ma un castello disponibile sia nella versione fissa sia smontabile.
- Trench: disponibile in calibro 12 Gauge, con canna da 508 mm, questa variante venne introdotta nel 1917 per l'uso nelle trincee durante la Prima guerra mondiale e rimase in produzione fino al 1945. Si tratta di un fucile Riot con dissipatore di calore sulla canna, attacco per la baionetta standard e aggancio per la cinghia.

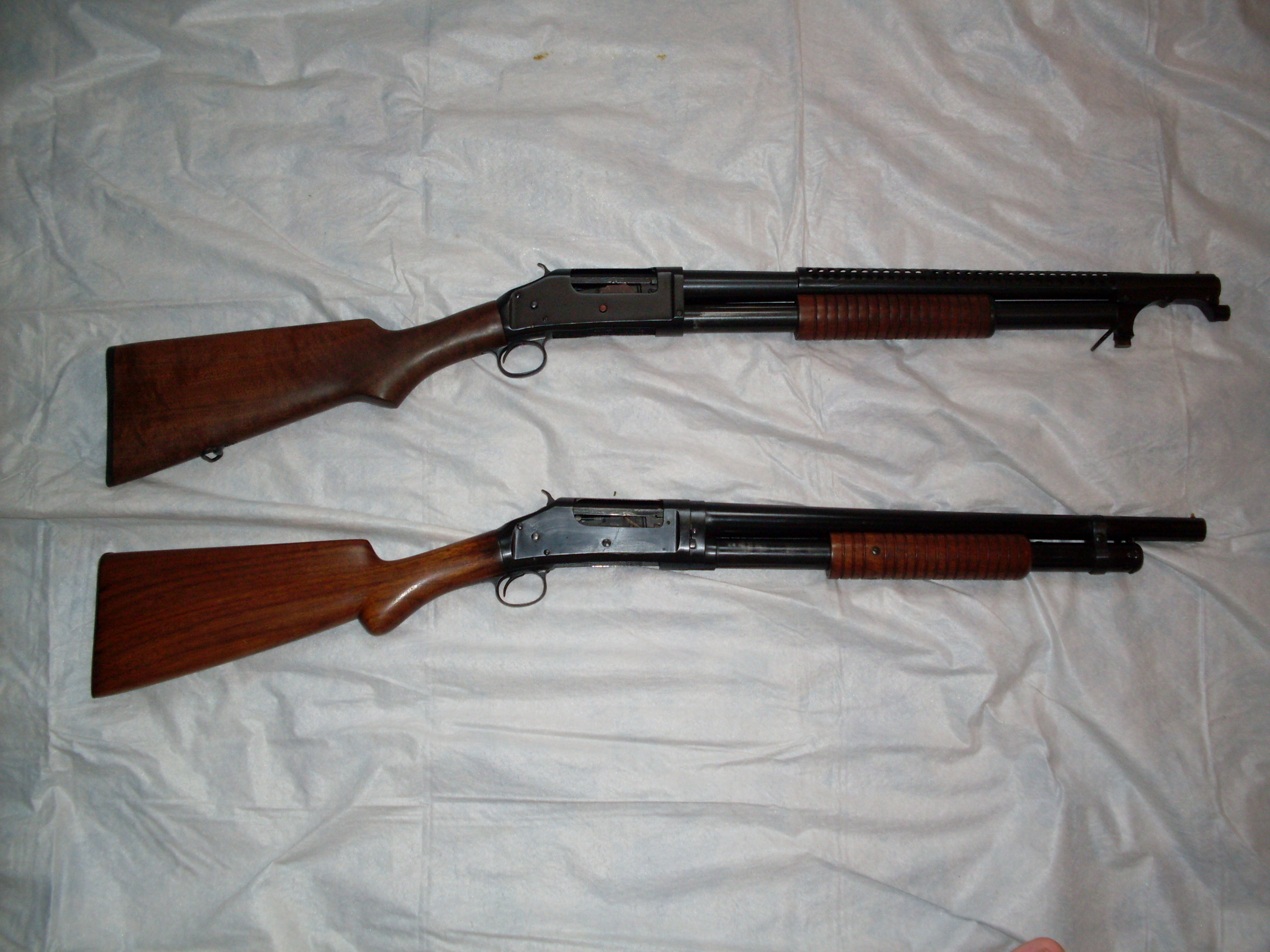
M1897 Trench (sopra) con la copia M1897 Riot prodotta dalla Norinco in Cina.

### Prezzo dell'arma
Quando il M1897 fu introdotto, il prezzo dipendeva dal modello e dalle finiture richieste dall'acquirente. Un'arma in configurazione standard senza decorazioni costava sui 25 $, mentre varianti con castelli decorati e legni lavorati poteva arrivare tranquillamente ai 100 $. Le varianti più costose dell'arma erano standard, trap, pigeon e tournament: questi erano infatti i modelli più richiesti con incisioni, decorazioni e legni pregiati. Le altre varianti risultavano molto più economiche, dato che non venivano mai previste decorazioni e lavorazioni speciali, dato che questi modelli erano sottoposti a un grado di usura molto più rapida. Data la possibilità di danneggiamento a seguito dell'uso, non avrebbe avuto senso decorare e impreziosire le armi e spendervi sopra. Inoltre, l'uso richiedeva un peso contenuto e i legni lavorati (più duri per evitare rotture durante l'incisione) avrebbero solamente appesantito inutilmente l'arma. Spesso gli acquisti di queste armi avvenivano in lotti molto numerosi. L'eliminazione di ogni cosa superflua permise di mantenere il prezzo delle armi a livelli molto contenuti e appetibili.

## Uso militare
Il M1897 venne messo in commercio ben prima della Guerra, ma fu proprio il conflitto a renderlo estremamente popolare, proprio per il fatto che molti fucili vennero prodotti proprio per soddisfare la domanda dei corpi militari. Gli Stati Uniti entrarono in guerra senza avere sufficienti armi di servizio per le truppe. Nel 1917 era ormai chiara la terribile natura della guerra di posizione, fatta di trincee e combattimenti ravvicinati, ed era chiaro che un fucile a canna liscia si sarebbe dimostrato devastante su distanze simili. Il M1897 Trench fu il coronamento di questa consapevolezza: la variante Riot venne modificata con l'aggiunta di un dissipatore traforato sopra la canna e di un adattatore per l'aggancio della baionetta M1917 allora in servizio. 

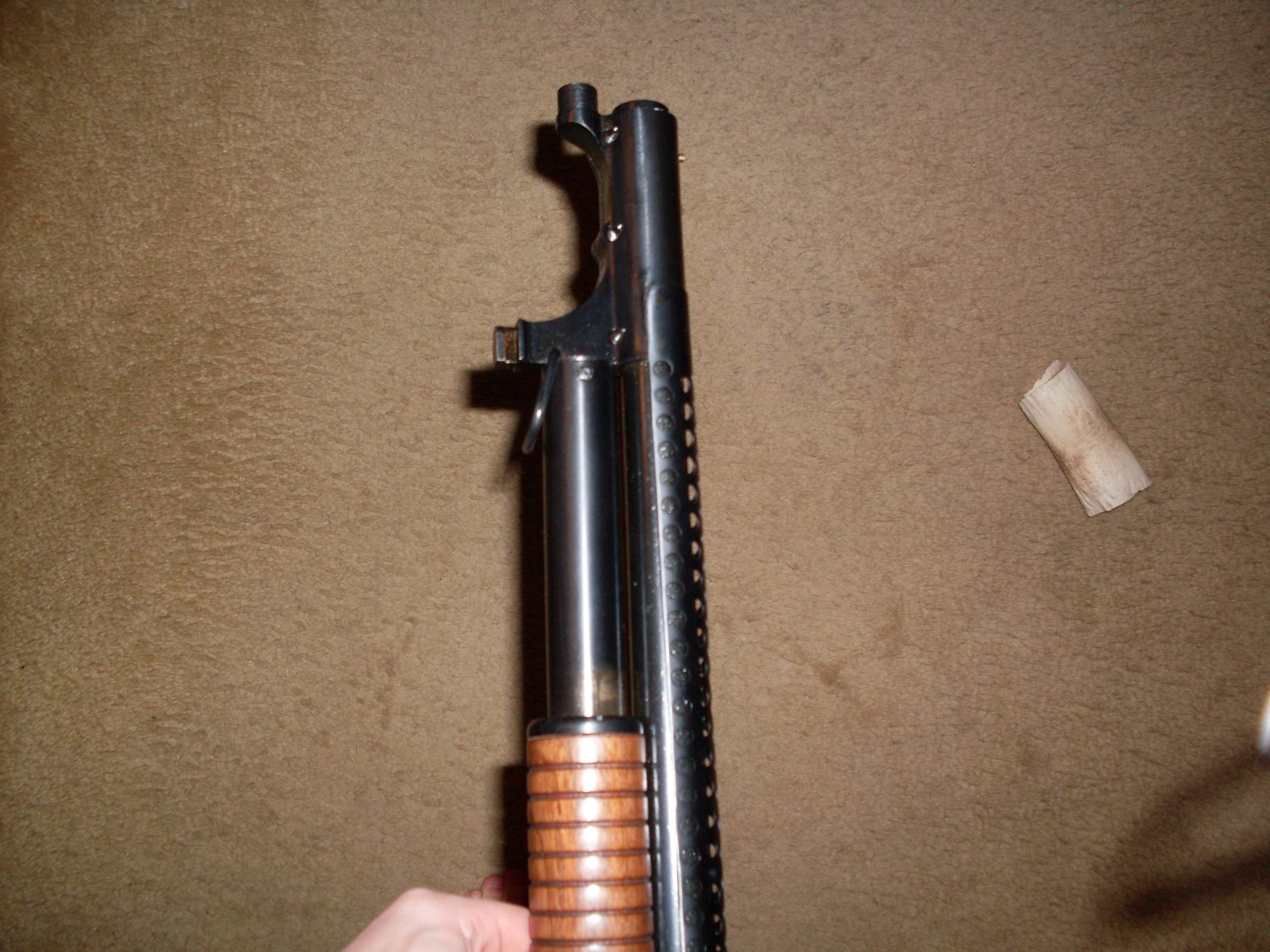
L'adattatore che permetteva il montaggio della baionetta M1917.

 L'arma si rivelò estremamente efficace, anche grazie alla sua canna da 508 mm che lo rendeva estremamente maneggevole e favoriva la dispersione dei colpi. Munizioni buckshot furono distribuite assieme alle armi: ognuna conteneva 9 palle 00 (calibro .33) che conferivano al tiratore un'eccezionale potenza di fuoco con ogni colpo sparato.
Il M1897 non fu usato però solo come "moltiplicatore di forza". Quei soldati particolarmente portati per il tiro al piattello venivano armati con i M1897 e posizionati dove avrebbero potuto colpire le granate nemiche a mezz'aria. Questo avrebbe deviato gli esplosivi, facendoli cadere lontani dalle trincee statunitensi e proteggendo così i soldati.
A differenza di gran parte dei fucili a pompa moderni, il Winchester M1897 sparava ogni volta che l'azione veniva chiusa se il grilletto veniva mantenuto premuto (questo perché manca il classico disconnettore oggi presente in tutte le armi semiautomatiche). Questo, unito ai 6 colpi disponibili (uno in canna più cinque nel tubo) forniva un'altissima cadenza di fuoco, tanto che l'arma veniva colloquialmente chiamata trench sweeper, ovvero spazza-trincee. L'efficacia dell'arma era talmente micidiale che la Germania tentò in tutti i modi di impedirne l'uso. L'arma tornò sui campi di battaglia durante la seconda guerra mondiale, dove venne usata sia dall'esercito sia dai Marines a fianco del più recente M1912.
Altri usi tipici dell'arma includevano la pattuglia nelle retrovie, la guardia ai prigionieri di guerra, raid, imboscate al nemico, operazioni militare in campo urbano e operazioni speciali.

## Le proteste tedesche durante la Prima guerra mondiale

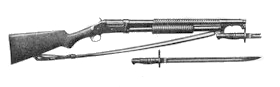
Winchester M1897 Trench.

Sebbene M1897 godesse di ottima fama tra i soldati statunitensi durante la Guerra, l'esercito tedesco cominciò ben presto a protestare per il suo uso in battaglia. Il 19 settembre 1918, il governo tedesco sollevò rimostranze contro l'uso americano del fucile, in quanto "proibito dalle leggi militari". Nei documenti viene dichiarato "l'assoluto divieto di impiego di armi, proiettili o materiali volti a causare sofferenze non necessarie", in linea con quanto stabilito dalla Convenzione dell'Aia del 1907. Si tratta dell'unico caso noto in cui l'uso di un fucile a canna liscia abbia suscitato così tanto clamore. Tuttavia, il punto di vista statunitense era ben diverso per quanto riguardava l'uso di M1897: il segretario di stato Robert Lansing studiò la legge e rigettò la protesta tedesca. Anche Francia e Regno Unito presero in considerazione l'uso di un fucile a canna liscia, nello specifico di una doppietta che non venne mai dispiegata sia per la mancanza di munizioni sia per la lentezza di ricarica dell'arma.
Il rifiuto della richiesta non fu accolto bene dai tedeschi, che si reputavano trattati ingiustamente. Poco dopo il rifiuto, la Germania minacciò punizioni severe per tutti i soldati americani catturati trovati in possesso dell'arma. Gli Stati Uniti risposero con un'analoga minaccia, dichiarando che ogni misura ingiusta contro soldati americani sarebbe stata ripagata con la stessa moneta nei confronti di quei soldati tedeschi che avessero usato lanciafiamme e baionette con lama seghettata.

## Altri usi
Dopo la guerra, una versione a canna corta dell'arma venne prodotta in funzione di fucile antisommossa. I portalettere della American Express erano equipaggiati con l'arma, così come vari dipartimenti di polizia negli Stati Uniti. Le differenze con la versione da combattimento erano limitate alla mancanza di dissipatore di calore, attacchi per la cinghia e aggancio per la baionetta.

## Utilizzatori
- Burundi
- Camerun
- Cina
- Cuba
- Etiopia
- Francia
- Hong Kong
- India
- Israele
- Giappone
- Corea del Sud
- Myanmar
- Nepal
- Qatar
- Ruanda
- Somalia
- Thailandia
- Regno Unito
- Stati Uniti
- Vietnam del Sud